# Mickey Finn (boisson)
Pour les articles homonymes, voir Mickey Finn.
Un Mickey Finn, ou parfois un Mickey, est une boisson généralement alcoolisée dans laquelle on a versé une drogue à l'insu de celui qui la consomme. Cette drogue, le plus souvent de l'hydrate de chloral, provoque l'inconscience de la victime.

## Origine

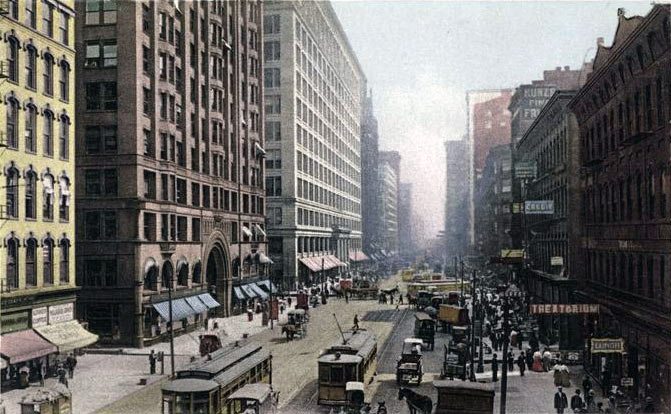
Chicago en 1907 : State Street, la rue où se situait le bar de Mickey Finn.

L'expression, passée dans l'argot anglo-américain, vient du probable inventeur de ce mélange, un tenancier de bar de Chicago, Mickey Finn, propriétaire du Lone Star Saloon and Palm Garden Restaurant (1896-1903) situé sur State Street dans le quartier du Loop. En décembre 1903, plusieurs journaux locaux, dont la Chicago Daily Tribune en date du 16 décembre 1903, indiquent que Michael (« Mickey ») Finn est accusé de droguer ses clients en leur servant des boissons mêlées de sédatifs afin de leur voler leur argent. Les jours suivants, le Chicago Daily News et le Chicago Inter Ocean ajoutent que l'établissement vient d'être fermé sur ordre du maire de Chicago Carter Harrison, Jr., pendant que Mickey Finn est inculpé. Le « cocktail » invalidant porte le surnom de « Mickey Finn Special ».
Il semble que les exploits de Mickey Finn ne se soient pas arrêtés là, car la Chicago Daily Tribune du 8 juillet 1918 mentionne une descente de police dans son nouvel établissement, un bar clandestin du quartier de South Chicago. L'écrivain Herbert Asbury a retracé sa carrière dans un ouvrage paru en 1940.
L'usage du Mickey Finn apparaît dans nombre de romans et de films à partir des années 1930, en particulier dans Le Faucon maltais, aussi bien le roman de Dashiell Hammett que le film de John Huston, ou encore dans des œuvres de W. C. Fields, Raymond Chandler et P. G. Wodehouse, mais aussi dans le roman policier d’Agatha Christie Les Pendules.